# Henrico Albicastro
Giovanni Henrico Albicastro, pseudonyme de Johann Heinrich von Weissenburg (né vers 1660, probablement à Pappenheim, décédé en 1730 à Maastricht), est un compositeur allemand.

## Biographie
Dans son Musicalischen Lexicon (1732) Johann Gottfried Walther a suggéré sans preuve qu'Albicastro était originaire de Suisse. Aujourd'hui encore cette hypothèse est répandue, mais ce qu'on a pu établir c'est qu'Albicastro a grandi à Bieswang, en Bavière, tout près de Pappenheim, où il serait né. Le nom de famille se relie probablement à la localité de Weissenburg en Bavière.
En 1686, il s'inscrivit à l'université de Leyde aux Pays-Bas en tant que Musicus Academiae. Cette appellation indiquerait qu'il avait un emploi de chef d'orchestre, c'est-à-dire qu'il était responsable des exécutions musicales officielles de l'Académie, en particulier lors des cérémonies publiques (par exemple l'installation d'un nouveau Rector Maximus). Dans les archives de l'Université, toutefois, on ne trouve pas trace d'une activité de ce genre qu'il aurait eue. Quoi qu'il en soit, il ne peut pas avoir tenu longtemps un tel poste, car peu après 1690, d'autres ont été appelés à l'occuper (François Koopman, Charles de Vray). Il existe des indices selon lesquels il aurait passé plusieurs années dans les Pays-Bas espagnols.
1708 a été pour lui un tournant dans sa carrière, quand il a reçu le rang de capitaine de cavalerie dans l'armée. Sur ce qu'il avait fait à l'armée auparavant, nous ne disposons pas d'autres informations. Johan Hendrik van Weissenburg – comme on l'appelle dans les documents militaires – a combattu au cours des dernières années de la guerre de Succession d'Espagne et est ensuite resté dans l'armée. En 1730, il figure pour la dernière fois dans les documents de l'armée néerlandaise. On suppose qu'il est mort peu après.
Dans l'histoire de sa vie dans les Historisch-kritischen Beiträgen de Marpurg (1754), Quantz cite Albicastro en parlant de Biber et de Walther. C'est donc le placer dans la lignée des grands virtuoses allemands du XVIIe siècle.
Sur ses premières œuvres, op. 1 et op. 2, nous n'avons pas d'informations. En 1696 est parue, en tant qu'Opus 3, une collection de douze de ses sonates en trio intitulée Il giardino armonico sacro-profano. De ces douze, il n'en est resté que six.

## Œuvres
- 1696 Il giardino armonico sacro-profano di dodici suonate in due parti, parte I dell'opera terza continente VI suonate a tre stromenti col basso per l'organo

- 1701 opera prima – XII Suonate a tre, due violini et violoncello col basso per l'organo
- 1702 opera seconda – XII Sonate a violino solo col basso continuo
- 1702 opera terza – XII Sonate a violino e violone col basso continuo
- 1702 opera quarta – XII Suonate a tre, due violini e violoncello col basso per l'organo
- 1703 opera quinta – Sonate a violino solo col basso continuo
- 1704 opera sesta – Sonate a violino solo e basso continuo (nicht erhalten)
- 1704 opera settima – XII Concerti a quatro, due violini, alto, violoncello e basso continuo
- 1704 opera ottava – [XII] Sonate da camera a tre, due violini e violone col basso per l'organo
- 1706 opera IX – XII Sonate a violino solo col violone o basso continuo

En version manuscrite
- Coelestes angelici chori, Motette für Sopran, vier Instrumente und Basso continuo

## Sources
- (de) Cet article est partiellement ou en totalité issu de l’article de Wikipédia en allemand intitulé « Henrico Albicastro » (voir la liste des auteurs).